# Тарик Филиповић
Тарик Филиповић (Зеница, 11. март 1972) глумац је из Босне и Херцеговине који ради и живи у Хрватској.

## Биографија
Каријеру је започео 1985. године, а до сада се појавио у преко 800 позоришних представа. Глумио је и у многим филмовима и ТВ драмама направљеним на просторима бивше Југославије.
Глумачку каријеру је почео у дечјем ансамблу Босанског народног позоришта у Зеници. Након завршене Зеничке гимназије, студирао је на загребачкој Академији за казалиште, филм и телевизију. Тарик Филиповић је глумио у више од 800 позоришних представа. Филиповић је снимио пуно филмова и ТВ серија које су се приказивале широм бивше Југославије. Медијску славу Тарик Филиповић је стекао најпре у „Скривеној камери” Хрватске телевизије, а потом као водитељ квиза Тко жели бити милијунаш? (хрватска верзија квиза Желите ли да постанете милионер?), који се приказивао на ХРТ 1 (Хрватска радио-телевизија) од 2002. до 2010. године. На истој телевизији је водио и квизове 1 против 100 и Потеру.
Од септембра 2019, на ХРТ-у се приказује нова сезона "Милијунаша", са њим у улози водитеља.

## Филмографија
| Год.       | Назив                          | Улога                        |
| ---------- | ------------------------------ | ---------------------------- |
| 1982.      | Смоговци (серија)              | Спасоје                      |
| 1993.      | Окус лимуна                    |                              |
| 1994.      | Цијена живота                  |                              |
| 1995.      | Испрани                        |                              |
| 1997.      | Чудновате згоде шегрта Хлапића | глас Амадеуса                |
| 1998.      | Агонија                        | инспектор                    |
| 2000.      | Срце није у моди               | хрватски војник              |
| 2000.      | Наши и ваши (серија)           |                              |
| 2001.      | Полагана предаја               |                              |
| 2001.      | Иза непријатељских линија      | српски војник                |
| 2002.      | 24 сата                        |                              |
| 2003.      | Свједоци                       | јавни тужилац                |
| 2004.      | Лети лети                      |                              |
| 2004.      | Дуга мрачна ноћ                | Јока                         |
| 2004.      | Наша мала клиника (серија)     | Харалд Шмит                  |
| 2005.      | Дуга мрачна ноћ (серија)       | Јока                         |
| 2005.      | Лопови прве класе              | наратор                      |
| 2005.      | Два играча с клупе             | Антиша                       |
| 2005.      |                                | Милан                        |
| 2005.      | Добро уштимани мртваци         | Марио                        |
| 2006.      | Љубав, навика, паника (серија) | Дамир                        |
| 2006—2007. | Казалиште у кући (серија)      | Карло Мамић                  |
| 2007.      | Ритам живота                   | Дамир                        |
| 2008.      | Добре намјере (серија)         | Анте Ливерић                 |
| 2005—2010. | Битанге и принцезе (серија)    | Теодор Фришчић — Тео         |
| 2009.      | Невреме                        | Младен Бановић               |
| 2009.      | У земљи чудеса                 | професор                     |
| 2010.      | Тито (серија)                  | Титов лекар                  |
| 2013.      | Stella                         | Алеш Жупанчић                |
| 2014.      | Девет положаја самоће          |                              |
| 2015.      | Говорна пошта (кратки филм)    | Директор                     |
| 2015.      | Сатирикон                      |                              |
| 2015–2016. | Луд, збуњен, нормалан          | Авдија                       |
| 2015–2016. | Црно бијели свијет             | Партијац/Владанко Стојаковић |
| 2016.      | ЗГ 80                          | Милицајац из влака 1         |
| 2018.      | Ко те шиша                     | Роко                         |
| 2018–2019. | Конак код Хилмије              | Штурмбанфирер Шилинг         |
| 2019.      | Генерал                        | Давор Домазет Лошо           |
| 2020.      | Нестали (серија)               |                              |